# Kościół św. Anny w Krynkach
Kościół św. Anny w Krynkach – rzymskokatolicki kościół parafialny w mieście Krynki, w województwie podlaskim. Należy do dekanatu Krynki archidiecezji białostockiej.

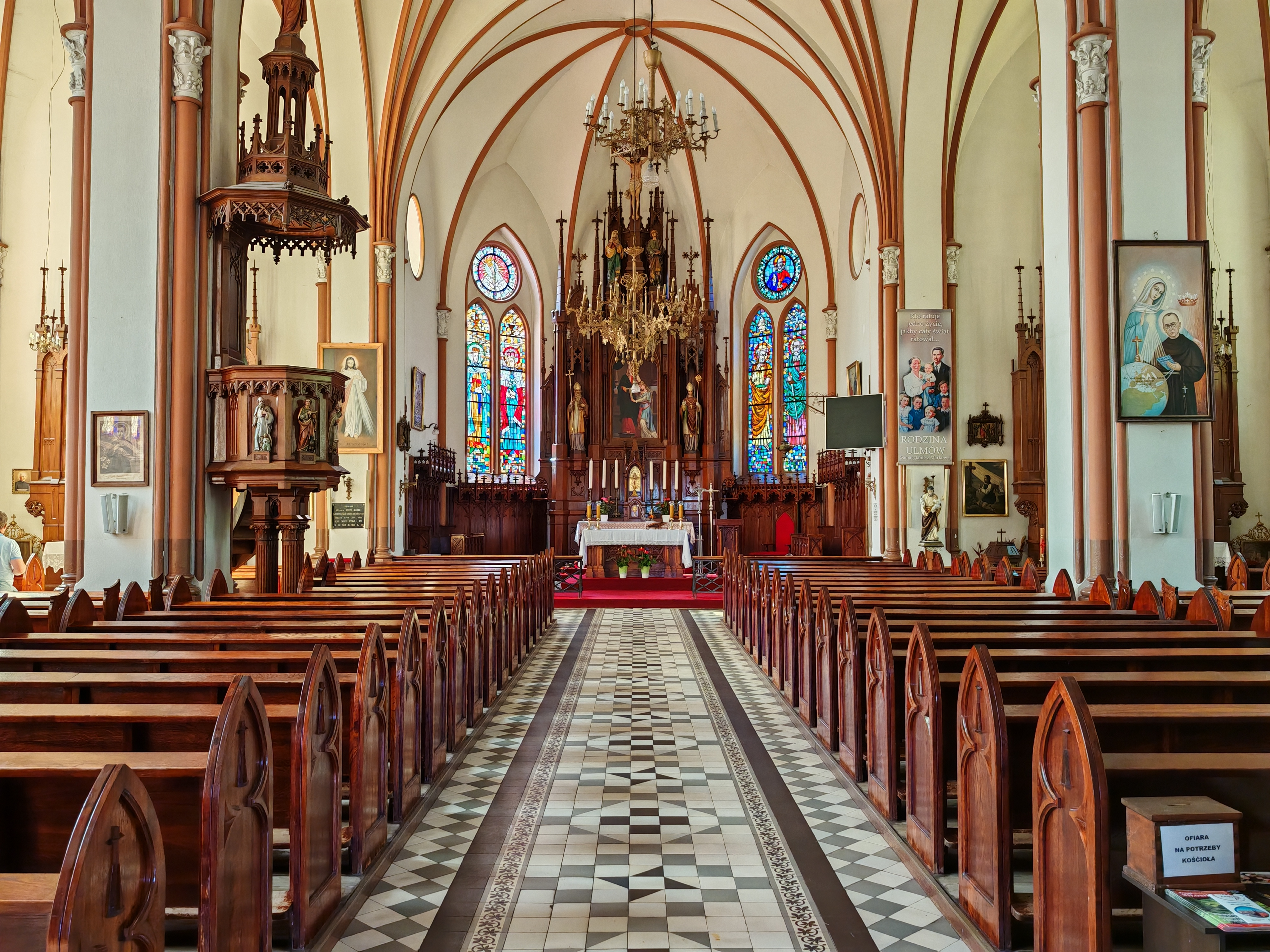
Wnętrze świątyni

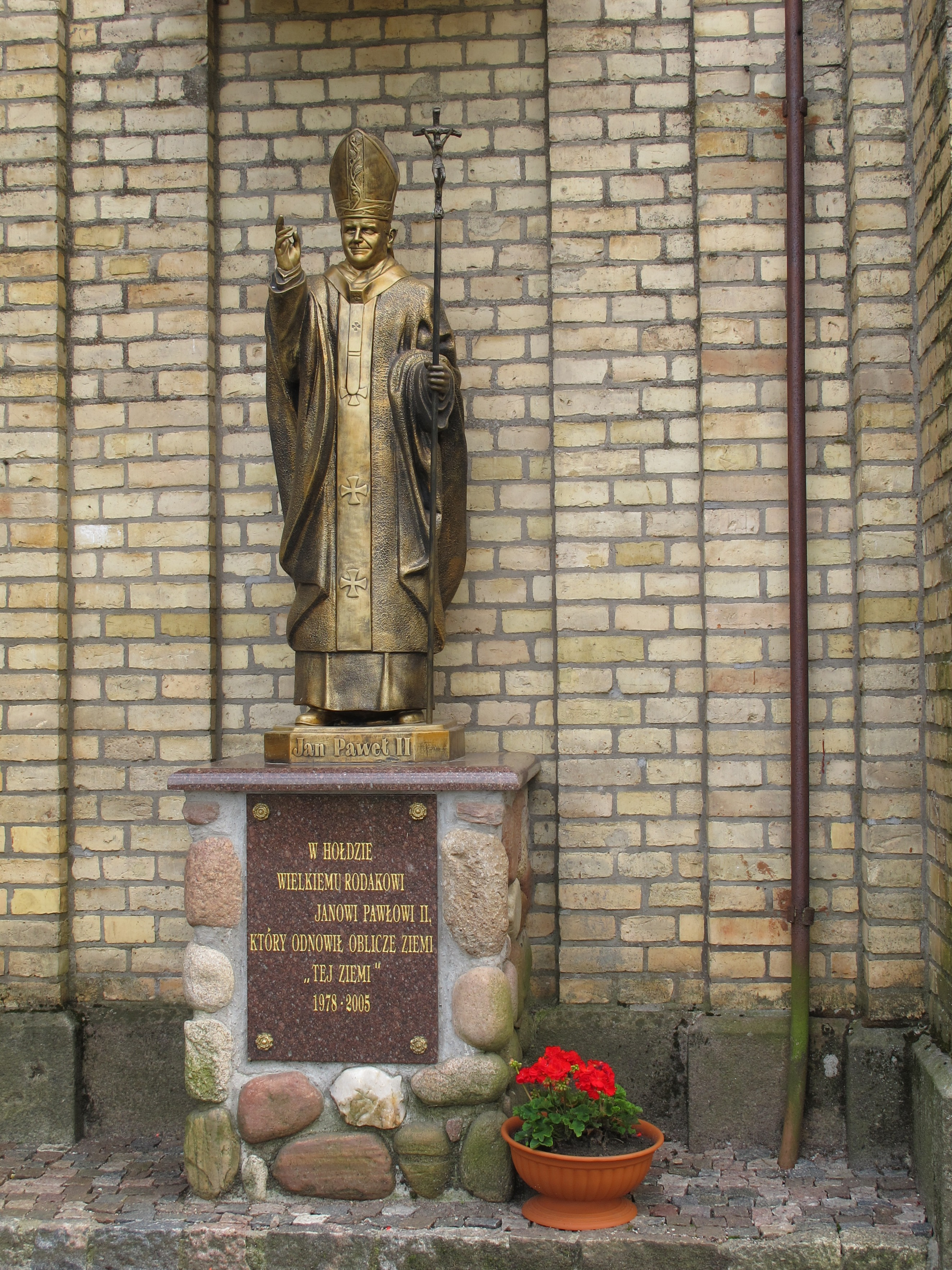
Pomnik Jana Pawła II przed wejściem do świątyni

## Historia
Obecna świątynia została wzniesiona w latach 1907–1912 w stylu neogotyku wiślano-bałtyckiego według projektu architekta Stefana Szyllera na miejscu drewnianego kościoła. Pracami budowlanymi kierował kryński proboszcz ksiądz Ludwik Bałoban. W 1906 roku otrzymano pozwolenie na budowę kościoła. W dniu 30 listopada 1912 roku został on poświęcony przez administratora apostolskiego diecezji wileńskiej, Kazimierza Mikołaja Michalkiewicza. Do 1928 roku trwało kompletowanie wyposażenia świątyni. 15 maja tegoż roku budowlę konsekrował arcybiskup Romuald Jałbrzykowski.

## Architektura i wyposażenie
Wyposażenie wnętrza kościoła reprezentujące styl barokowy, powstało w XVII i XVIII wieku i pochodzi częściowo z rozebranej świątyni drewnianej. Świątynia posiada dwie strzeliste wieże, podłużne witrażowe okna, trzy ołtarze z drewna dębowego oraz organy o 15 głosach.